# Endre Győrfi
Endre Győrfi (* 30. März 1920 in Hajmáskér bei Veszprém; † 2. Juni 1992 in Balatonföldvár) war ein ungarischer Wasserballspieler.
Endre Győrfi vom Műegyetemi AFC aus Budapest war 1948 bei den Olympischen Spielen in London Stammtorwart der ungarischen Mannschaft, in zwei Spielen hütete László Jeney das Tor. Die Ungarn siegten in ihrer Vorrundengruppe und belegten in der Zwischenrunde den zweiten Platz hinter den Italienern. Mit zwei Siegen und einem Unentschieden in den Finalrunden erreichten die Ungarn den zweiten Platz hinter den Italienern und vor den Niederländern.